# Journal of Geriatric Cardiology
Journal of Geriatric Cardiology es una revista médica mensual de acceso abierto revisada por pares y publicada por Science Press. La revista cubre todos los aspectos de las enfermedades cardiovasculares en personas mayores, especialmente aquellas con enfermedades concomitantes de otros sistemas de órganos importantes. El editor en jefe fundador fue Shi-Wen Wang. El editor actual (2022) es Yun-Dai CHEN.

## Resumen e indexación
La revista está resumida e indexada en Science Citation Index Expanded, PubMed Central, Scopus y Embase . Según Journal Citation Reports , la revista tenía un factor de impacto de 2013 de 1,056.

## Métricas de revista
2022
- Web of Science Group : 3.327
- Índice h de Google Scholar: 36
- Scopus: 2.065